# Surangel Whipps Jr.

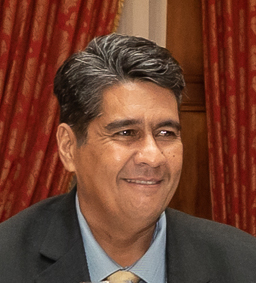
Surangel Whipps Jr., 2021

Surangel Samuel Whipps Jr. (* 9. August 1968 in Baltimore, Vereinigte Staaten) ist ein palauischer Geschäftsmann und Politiker. Seit dem 21. Januar 2021 ist er Präsident von Palau.

## Leben
Whipps’ Mutter stammt aus Maryland, sein Vater ist Surangel S. Whipps Sr., der in Palau als Geschäftsmann und Senator aktiv war. Whipps Jr. war von 2008 bis 2016 Senator. Er ist Bürger des Staates (Verwaltungseinheit) Ngatpang.

### Präsidentschaftswahlen 2016
2016 trat er gegen seinen Schwager, Präsident Thomas Remengesau Jr. an, der sich zur Wiederwahl stellte. Remengesau erhielt 5109 Stimmen gegenüber 4854 für  Whipps.

### Präsidentschaftswahlen 2020
2020 trat Whipps erneut bei der Präsidentschaftswahl an. Im ersten Wahlgang erhielt er 3.546 Stimmen und somit keine absolute Mehrheit, weshalb es eine Stichwahl gab. In dieser setzte er sich mit 5.699 Stimmen durch und übernahm am 21. Januar 2021 das Amt des Präsidenten.